# Tayloria novo-guinensis
Tayloria novo-guinensis är en bladmossart som beskrevs av Edwin Bunting Bartram 1942. Tayloria novo-guinensis ingår i släktet trumpetmossor, och familjen Splachnaceae. Inga underarter finns listade i Catalogue of Life.